# Coprobius
Coprobius là một chi bọ cánh cứng thuộc họ Scarabaeidae.